# Nausithoe picta
Nausithoe picta is een schijfkwal uit de familie Nausithoidae. De kwal komt uit het geslacht Nausithoe. Nausithoe picta werd in 1902 voor het eerst wetenschappelijk beschreven door Agassiz & Mayer. 